# 選單

Windows XP的“开始”選單

菜单，又称选单或功能表，在计算机应用中是指（GUI）中的可以让用户在数个有关联选项中选择自己需要功能的组件，它是人机界面中的元素之一。
菜单通常由可供选择的一组文字和符号组成，是一系列命令的列表。用户用鼠标单击其中一个选项后，就指定计算机执行一个特定动作或功能。菜单一般用来提供指向各种操作和功能的快捷途径，比如打开和儲存檔案、退出程式、操作数据等等。可以将它当作是一系列常用命令的快捷键，而不需要用户详细了解这些命令的使用语法。大多数程式提供下拉样式和弹出样式的菜单。下拉式選單通常应用于菜单条（一般在程序的最顶端），其中列出了最常用的操作。而弹出式菜单一般设定为滑鼠按键动作出现时候弹出，提供比较细节的功能。

## 子菜单

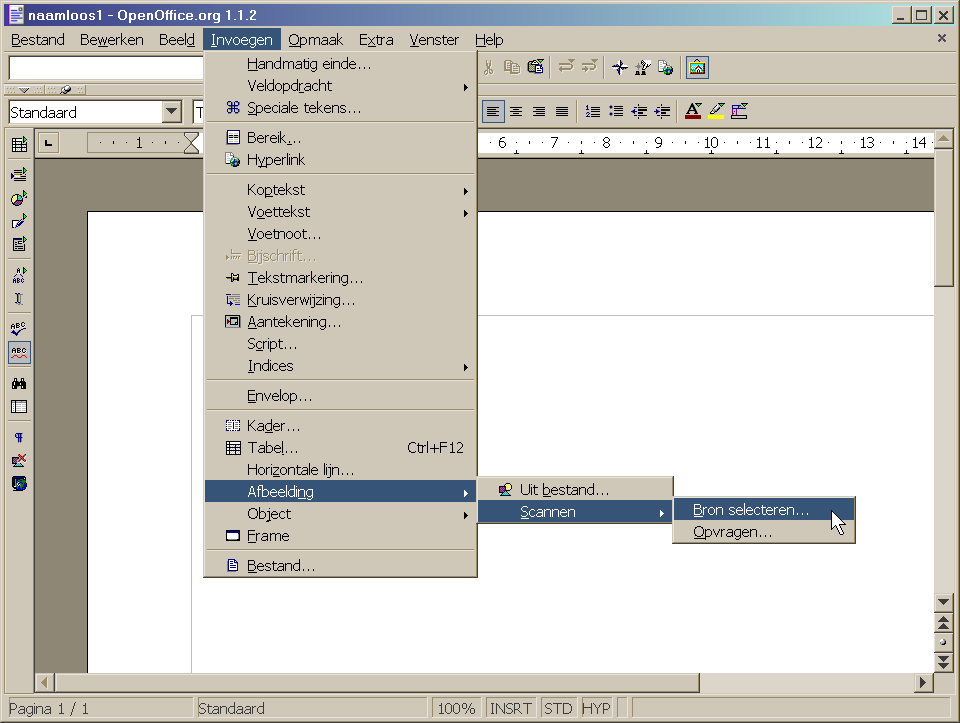
一个展开了两级子菜单的菜单

菜单有时会被分级组织起来，用户可以一级一级地展开菜单。菜单中若某一项目带有箭头，则选择该项目可以展开带有相关选项的二级菜单（子菜单）。
针对子菜单易用性的评价不一，因为在使用时鼠标指针必须在狭长的范围内水平移动，而这样会降低操作速度。同时，如果上级菜单单上鼠标无意移错，则子菜单便会消失。换用大型菜单（若把一般的菜单比作一个一维的列表，大型菜单弹出的就是一个二维的表格）或可以缓解这一问题。